# رابرت براتیون
رابرت براتیون (انگلیسی: Robert Baratheon) یکی از شخصیت‌های ساختگی سری رمان‌های خیال‌پردازی حماسی ترانه یخ و آتش و اقتباس تلویزیونی آن بازی تاج‌وتخت است.
رابرت که در رمان «بازی تاج‌وتخت» در سال ۱۹۹۶ معرفی شد، پسر ارشد و وارث لرد استفون باراتیون است. او دوست صمیمی ند استارک است و هر دوی آن‌ها تحت سرپرستی لرد جان آرین بودند. پس از آنکه نامزدش، لیانا استارک، ظاهراً توسط شاهزاده ریگار تارگرین ربوده شد و پدر و برادر ادارد توسط پدر ریگار، پادشاه دیوانه، ایریس دوم تارگرین، به قتل رسیدند، رابرت، ند و جان شورشی را آغاز کردند. پس از سرکوب سلسله تارگرین و پیروزی در جنگ، که در جریان آن لیانا درگذشت، رابرت بر تخت آهنین نشست. او برای اطمینان از ثبات سیاسی با سرسی لنیستر، دختر تایوین لنیستر، ازدواج کرد. اگرچه سلطنت رابرت نسبتاً صلح‌آمیز است، اما او ثابت می‌کند که حاکمی ناکارآمد است. او در ازدواجش با سرسی، که او را مورد آزار قرار می‌دهد، و مسئولیت‌هایش به عنوان پادشاه ناراضی است و زندگی‌ای پر از بی‌وفایی و افراط و تفریط دارد. او پدر حرامزاده‌های زیادی است و از این موضوع بی‌اطلاع است که سه فرزندش از سرسی، حاصل رابطه او با برادر دوقلویش، جیمی لنیستر، هستند.
اگرچه رابرت در اولین رمان می‌میرد، میراث شورش و سلطنت او همچنان تأثیر زیادی بر رویدادهای معاصر وستروس دارد. مرگ او خلأ قدرتی ایجاد می‌کند که در آن برادرانش و پسر ارشد سرسی، جافری، برای کنترل هفت پادشاهی می‌جنگند، در حالی که راب استارک و بالون گریجوی برای جدایی، که به جنگ پنج پادشاه معروف است، مبارزه می‌کنند.
رابرت باراتیون پسر ارشد و وارث لرد استفون باراتیون و لیدی کاسانا استرمونت بود. در جوانی، او تحت سرپرستی جان آرین قرار داشت و در ایری به همراه ادارد استارک بزرگ شد، که با او رابطه‌ای نزدیک‌تر از برادرانش داشت. در سن ۱۶ سالگی، والدینش در اثر طوفان غرق شدند و درگذشتند و او لرد استورمز اند شد. او با لیانا، خواهر کوچکتر ند، نامزد کرد، که عاشقانه (و یک‌طرفه) دوستش داشت. پس از ناپدید شدن لیانا با ریگار تارگرین و اعدام ریکارد، پدر ادارد، و برادرش، براندون استارک، شاه ایریس دوم خواستار سر رابرت و ند شد. جان آرین امتناع کرد و آنچه اکنون شورش رابرت نامیده می‌شود را آغاز کرد. رابرت نقش کلیدی در سقوط سلسله تارگرین ایفا کرد و ریگار را در نبردی تن به تن کشت. او برای اطمینان از حمایت خاندان لنیستر از حکومتش با سرسی لنیستر ازدواج کرد.

## شخصیت و ظاهر
هنگامی که وقایع کتاب‌ها آغاز می‌شود، رابرت حدوداً سی و چند ساله است. اگرچه از طرف مادربزرگ پدری‌اش، رائل، یک‌چهارم تارگرین است، اما رابرت ظاهر کلاسیک باراتیون را دارد: موهای مشکی و چشمان آبی روشن، با موهای مشکی انبوه روی سینه‌اش و اطراف اندام تناسلی‌اش. او مردی بسیار قدبلند است و ادارد قد او را حدوداً شش و نیم فوت (۲ متر) تخمین می‌زند. در جوانی، رابرت خوش‌چهره، صورت‌تراشیده، قوی و قدرتمند و عضلانی «مانند خیال یک دوشیزه» بود. با این حال، پس از به دست آوردن تخت آهنین، رابرت به دلیل پرخوری و نوشیدن بیش از حد، بسیار چاق می‌شود، حداقل هشت استون (۵۱ کیلوگرم) وزن اضافه می‌کند و به مردی اغلب سرخ‌رو با حلقه‌های تیره زیر چشمانش تبدیل می‌شود و هنگام راه رفتن نیمه‌مست و عرق‌کرده به نظر می‌رسد، با ریش ضخیم و وحشی که غبغبش را پنهان می‌کند.
در جوانی، رابرت در نبرد بی‌باک بود، صدایی قدرتمند داشت و پتک جنگی آهنی بزرگ و میخ‌دار را به کار می‌برد که برای بلند کردن ادارد استارک بسیار سنگین بود و جنگجویی مهیب بود که سربازان بسیار دوستش داشتند. رابرت اگرچه کله‌شق، عجول و بی‌حوصله بود، اما می‌تواند نسبت به دشمنانش تا زمانی که صادق و شجاع باشند، مهربان باشد و تنها از طریق کاریزمای خود می‌تواند وفاداری و دوستی را حتی در دشمنان برانگیزد. اگرچه پس از پادشاه شدن به دلیل افزایش وزن و نوشیدن مکرر از آمادگی جسمانی دور شده بود، جیمی لنیستر همچنان معتقد است که رابرت از او قوی‌تر است.
رابرت مردی خوش‌مشرب با اشتهای زیاد است و به لذت‌ها می‌پردازد. او بسیار بی‌بندوبار است و فرزندان نامشروع زیادی (۱۶ نفر طبق پیشگویی مگی قورباغه، فالگیر لنیزپورت) از فاحشه‌ها یا هر زنی که با او روبرو می‌شود، داشته است و شهوت‌های او موضوع ترانه‌های مستی رکیک در سراسر قلمروها است. رابرت به عنوان پادشاه، به تحمیل مهمان‌نوازی (خواه داوطلبانه یا غیرداوطلبانه) بر رعایای خود معروف است، اما در عین حال سخاوتمندی نسبتاً بی‌پروا نیز دارد. رابرت مردی مغرور است و به ندرت از سخنانی که در مستی گفته است، عقب‌نشینی می‌کند. رابرت به عنوان پادشاه، دیگر به کسی که با او مخالف باشد عادت ندارد، که او را در برابر دستکاری دیگران آسیب‌پذیر می‌کند. رابرت از مسئولیت‌هایش به عنوان پادشاه متنفر است و اغلب ترجیح خود را برای به دست آوردن تاج و تخت در نبرد به جای نشستن بر آن ابراز می‌کند. او هرگز همسرش را واقعاً دوست نداشته و از این موضوع بی‌اطلاع است که هیچ‌یک از سه فرزندش از او، متعلق به او نیستند، بلکه فرزندان جیمی لنیستر هستند. در دوران سلطنت او، خزانه قلمرو خالی شده است و رابرت عمیقاً به خانواده همسرش بدهکار است. تیریون لنیستر رابرت را «یک ابلح بزرگ و پرهیاهو» می‌داند، در حالی که واریس او را یک احمق توصیف می‌کند. همسر ملکه‌اش، سرسی لنیستر، او را یک وحشی نادان، کودن، کندذهن و مست می‌داند که آن خوی بی‌رحمی را که او معتقد است یک پادشاه به آن نیاز دارد، ندارد. به گفته پیتر بیلیش، رابرت در بستن چشمان خود بر چیزهایی که ترجیح می‌دهد نبیند، ماهر است.